# Champlain (L9030)
Champlain (L9030) byla tanková výsadková loď Francouzského námořnictva, která byla roku 2004 vyřazena z provozu. Jednalo se o vedoucí jednotku třídy Champlain.

## Výzbroj
Champlain byl vyzbrojen dvěma 40mm protiletadlovými kanóny a dvěma 12,7mm kulomety. Jelikož loď mohla převážet pouze 400 t materiálu, tak Champlain pojmul pouze dvanáct obrněných vozidel, jeden vrtulník a 276 vojáků.